# Brug 1149
Brug 1149 is een bouwkundig kunstwerk in Amsterdam-Zuidoost.

## Brug
Deze brug werd omstreeks 1968 gebouwd in een nog niet bebouwd gebied. Ze moest echter voetgangers en fietsers over een gracht helpen. Vanwege de gescheiden verkeersstromen konden die geen gebruik maken van de Jolicoeurbrug (brug 1030). De gracht zou de grens worden tussen de G- (Gulden Kruis) en K-buurt (Kneppelweg) en is dat sinds omstreeks 1983. Toen werd er aan de zuidkant van de brug de wijk rondom het Krimpertplein ingericht. De noordkant was nog tien jaren daarna een ombestemd grasveldje, waar voet- en fietspaden doorheen liepen. 
De kunstwerken binnen de infrastructuur van de Bijlmermeer zijn grotendeels ontworpen door de architect Dirk Sterenberg van de Dienst der Publieke Werken, ook al had hij nog geen idee waar deze bruggen kwamen te liggen. Hij maakte daarom gebruik van drietal bijna standaardontwerpen. De eerste categorie vormde de grote (en kleine) viaducten in de dreven over voet- en fietspaden. De tweede categorie wordt gevormd door de zogenaamde maaiveldbruggen voor voetgangers en fietsers. De derde categorie werd gevormd door de heuvelbruggen, kleine bruggetjes die naar de flats leiden (in 2024 is daar slechts één van over). Brug 1149 is van de tweede categorie, die dus allemaal op elkaar lijken, al was er vanwege de lengte en/of ondersteuning van brugpijlers een verschil. Deze brug werd 25 meter lang en had in het midden brugpijlers met jukken nodig. De betonnen liggers ligger vervolgens tussen de landhoofden op de jukken. Die tweede categorie bruggen, waarvan al een flink aantal weer is gesloopt,  worden gekenmerkt door zogenaamde ankergaten in de grijze borstwering; de grijze ronde leuningen en balustraden, donkere balusters en een nummerplaatje tussen de leuninguiteinden. 

## Brugnaam

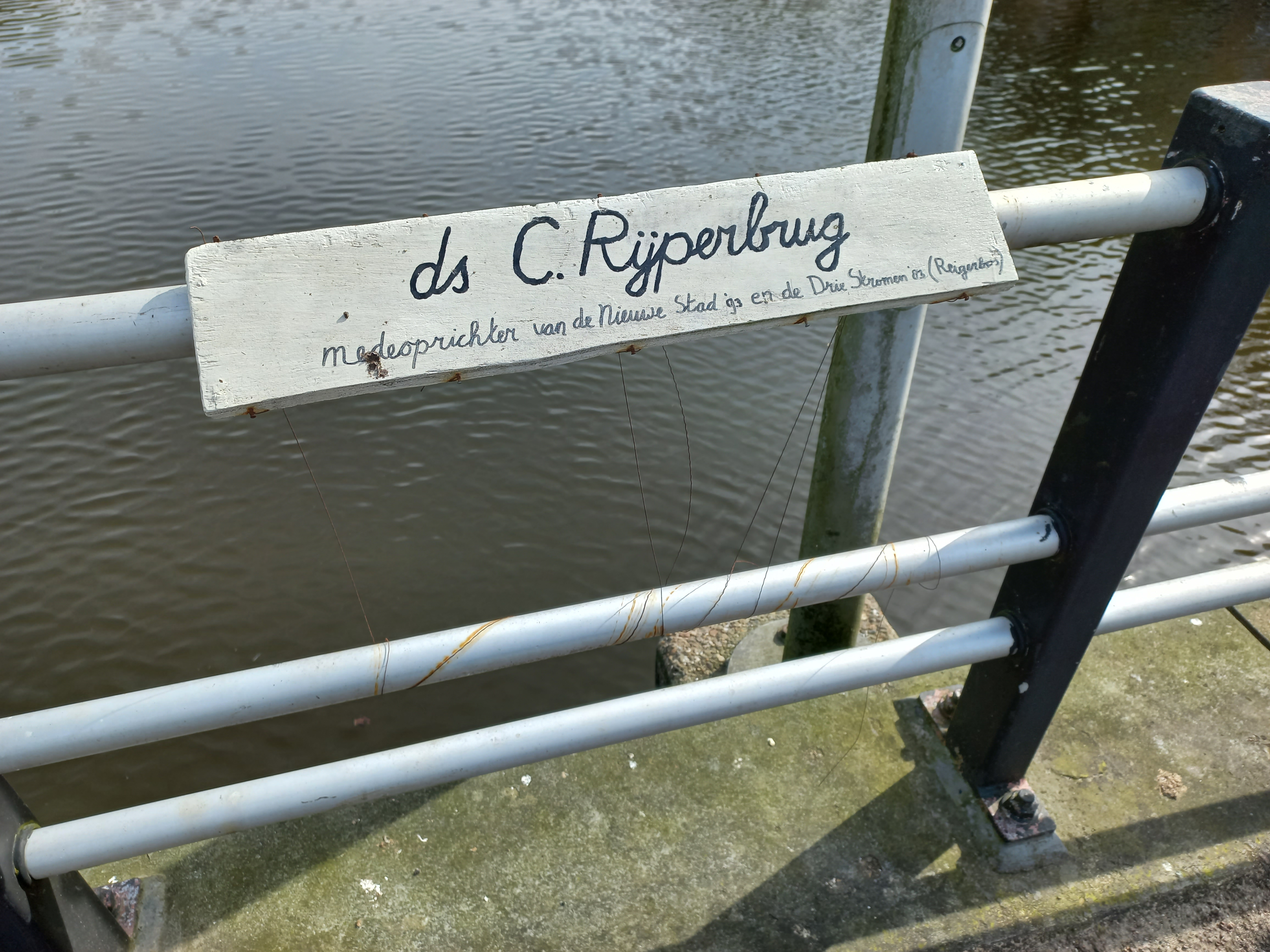
Naamplaat (april 2024)

Officieel heeft de brug geen naam (gegevens 2024); het moet het alleen doen met het nummer. Officieus heeft de brug echter wel een naam: Ds. C. Rijperbrug. Dominee C.P.T.  Rijper  was betrokken bij (de bouw van) het Kerkcentrum De Nieuwe Stad ter plaatse en de Drie Stromen in de wijk Reigersbos. Dat eerste kerkcentrum werd in 1993 opgeleverd en staat direct ten noorden van de brug op wat eerst het onbestemde veldje was.
. 
<<< · 1100 · 1101 · 1107 · 1008 · 1009 · 1110 · 1111 · 1119 · 1121 · 1122 · 1123 · 1124 · 1125 · 1126 · 1127 · 1128 · 1129 · 1130 · 1131 · 1132 · 1133 · 1134 · 1135 · 1139 · 1140 · 1141 · 1142 · 1143 · 1144 · 1145 · 1146 · 1148 · 1149 · 1150 · 1151 · 1152 · 1153 · 1154 · 1155 · 1156 · 1157 · 1159 · 1162 · 1163 · 1164 · 1165 · 1167 · 1170 · 1171 · 1172 · 1173 · 1174 · 1175 · 1176 · 1177 · 1179 · 1180 · 1181 · 1182 · 1183 · 1184 · 1186 · 1187 · 1188 · 1189 · 1190 · 1191 · 1192 · 1193 · 1194 · 1195 · 1196 · 1197 · 1198 · 1199 · >>>
Brugnummers 1102-1106 (gesloopt), 1112-1118 (gesloopt), 1120, 1136-1138, 1145, 1147, 1158 (onbekend), 1160, 1161, 1166, 1168, 1169, 1178 en 1185 (voetbrug Bijlmerweide bouw 1970, sloop 2015) zijn niet (meer) vergeven.